# 猿ヶ京城の戦い
猿ヶ京城の戦い（さるがきょうじょうのたたかい）は、1578年（天正6年）に起こった戦闘で、上杉景勝と上杉景虎による内乱「御館の乱」の一部である。この戦いは、現在の群馬県利根郡みなかみ町猿ヶ京温泉付近で行われた。ただ、猿ヶ京城での戦いは複数回ある。猿ヶ京城を参照。

## 経緯
景虎方の沼田城主河田重親が、景勝方の猿ヶ京城に攻撃を仕掛けたことで戦闘が始まった。坂戸城主深沢利重からの報告を受けた景勝は、利重に猿ヶ京城の防衛を強化するよう指示した。
戦闘
猿ヶ京城は守り抜かれ、沼田衆は撤退を余儀なくされた。
戦後
戦いの勝利を受けて、景勝は以下の措置を講じた。
深沢利重に対し、越後と上野の国境にあたる三国峠と清水峠の防衛を命じ、 城の普請を指示。
猿ヶ京城の富里氏、尻高氏に対し、今後の敵襲に備え、地下人（じげにん、在地の下級武士）の動員を指示。また援軍要請は坂戸城の深沢利重に行うよう指示。
深沢利重に対し、猿ヶ京城からの援軍要請があった場合、景勝の指示を待たずに独自の判断で加勢するよう要請。
この戦いは、御館の乱における景勝方の優位性を示す一つの事例となった。